# Рубикон (фильм)
«Рубикон» — советский фильм 1930 года, первая самостоятельная работа режиссёра Владимира Вайнштока. Вышел на экраны 3 января 1931 г.

## Сюжет
У Билля Паркера, матроса английского торгового флота, только и радости в его «собачьей жизни», что выпивка в компании проституток во время стоянок. В одном из портов бастуют грузчики. Капитан корабля заставляет грузить уголь матросов. Рабочие называют их штрейкбрехерами. Вечером в кабаке в ответ на грубость Билль бьёт капитана. Его выгоняют с корабля и не берут на другие. Только капитан советского лесовоза, который ищет в конторе по найму замену заболевшему кочегару, готов взять «пролетария, находящегося под локаутом». Билль доволен условиями работы и быта на лесовозе. Он знакомится с Сиднеем — представителем западной фирмы, закупающей в СССР лес. В ленинградском порту знакомый матрос отводит Билля в интернациональный клуб моряков, будни которого — библиотека, гимнастический зал, выступления физкультурников, концерт артистов эстрады и цирка — производят на него сильное впечатление. В западных портах начинается забастовка кочегаров. Билль поддерживает их. Сидней предлагает ему поехать пока с ним в качестве помощника на Бобруйский деревообрабатывающий комбинат. Билля многое в СССР удивляет и заставляет задуматься. На комбинате он помогает молодёжи, изучающей иностранные языки, участвует в самодеятельности.
В результате его отношения с Сиднеем портятся. Партия ставит задачу увеличить экспорт леса. Принимается встречный план. Усиливается борьба с браком и прогулами. Между цехами начинается социалистическое соревнование. Чтобы поддержать бастующих кочегаров и грузчиков Запада, молодые передовики выходят на сверхурочные работы. К неудовольствию Сиднея Билль присоединяется к ним. Сидней имеет задание сорвать сроки поставки леса, ибо его фирма заинтересована в получении и леса, и неустойки. С помощью тех, кто «имеет счёты с большевиками», он ломает механические пилы, используя металлическую подкову, которую Билль возит с собой на счастье. Билль требует от Сиднея объяснений. Между ними происходит драка. Билль помогает друзьям-рабочим задержать вредителей. Заканчивается фильм титром: «С кем ты, Билль, пролетарий моря?» На фоне боевого знамени Красного Интернационала моряков тот отвечает: «В рядах моего класса! Нельзя стоять в стороне от борьбы».